# Ormont-Dessus
Pour les articles homonymes, voir Ormont.
Ormont-Dessus est une commune suisse du canton de Vaud, située dans le district d'Aigle. 
Elle comprend les lieux suivants : le Rosex, les Aviolats, les Diablerets et Vers-l'Église. Vers l'Église est le chef-lieu de la commune d'Ormont-Dessus. 

## Géographie

### Situation

Vue aérienne (1971).

Le territoire d'Ormont-Dessus s'étend sur 61,65 km2. Lors du relevé de 2013-2018, les surfaces d'habitations et d'infrastructures représentaient 4,0 % de sa superficie, les surfaces agricoles 32,2 %, les surfaces boisées 33,6 % et les surfaces improductives 30,2 %.
Creusée par le bassin de la Grande Eau, la vallée des Ormonts fait partie des Alpes vaudoises. Elle s'étend depuis Aigle jusqu'au pied du massif des Diablerets sur une longueur de 26 kilomètres. La commune d'Ormont-Dessus occupe la partie supérieure de la vallée avec un territoire de 6 144 hectares qui se développe entre l'altitude de 1 094 m (Le Rosex) et 3 209 m (le sommet des Diablerets). Le sommet des Diablerets (3 209 m), plus haut point du canton de Vaud se trouve sur le territoire de la commune. Le col du Pillon la met en communication avec l'Oberland bernois (Gsteig) et le col de la Croix avec la vallée de la Gryonne (Villars-sur-Ollon).
Le village des Diablerets occupe une vaste surface de chalets, de prés et de forêts, au pied du massif et sur chaque rive de la Grande Eau.

### Villages

#### Les Diablerets
Les Diablerets est une station de montagne des Alpes Vaudoise située au pied du massif des Diablerets (3 209 m) dans une vallée large.

#### Les Bovets
Petit hameau de quelques chalets un peu au-dessus de la route entre Vers-l'Église et les Diablerets.

#### Vers-l'Église
Village de montagne des Alpes vaudoises, siège de la commune d'Ormont-Dessus, situé en aval des Diablerets. Bien qu'antérieur au village des Diablerets, il n'a pas connu le même développement du fait de l'étroitesse de la vallée.

### Transports

#### Transports publics
- Halte sur la ligne ferroviaire Aigle - Le Sépey - Les Diablerets exploitée par les Transports publics du Chablais.

#### Routes
- De Aigle
- Pour Les Diablerets
- Pour l'Oberland Bernois, Gsteig par le col du Pillon
- Pour la vallée de la Gryonne, Villars-sur-Ollon par le col de la Croix.

## Histoire
Anciennement dépendante de l'abbaye de St-Maurice, qui est certainement à l'origine des premières colonisations, la vallée des Ormonts a passé, au cours du Moyen Âge, sous la domination de divers vassaux de la Maison de Savoie. La partie supérieure de la vallée s'est appelée la Joux d'Ormont, puis Outre Joux au XVe siècle et enfin Ormont-Dessus dès le XVIe siècle. Les premières traces de la commune d'Ormont-Dessus, qui comprenait alors deux villages, Les Diablerets et Vers-l'Église remonte à 1277. C'est à cette époque qu'est apparue la première charte d'affranchissement. 
Vers 1396, on retrouve la première mention d'un lieu de culte à Vers-l'Église : la Chapelle St-Théodule qui deviendra dès 1528, à la suite de la Réforme imposée par les Bernois un temple protestant. En 1789, est créée l'auberge de la Poste. De ce modeste café de village servant également d'épicerie, la famille Pichard fit une auberge de fort bon aloi à laquelle elle ajouta des dortoirs. Les descendants continuèrent l'œuvre des parents et l'auberge dispose aujourd'hui de 20 lits. En 1798, après avoir farouchement combattu contre les troupes révolutionnaires à La Forclaz, aux ponts de la Tine et des Planches et à Tréchadèze (col de la Croix), les Ormonans se rallient à l'ordre nouveau et acceptent l'acte d'adhésion au canton de Vaud. En 1833, l'auberge de l'Ours à Vers-l'Église est construite par la Commune d'Ormont-Dessus, mais l'existence d'un logis à cette enseigne est déjà attestée en 1621.
En 1839, le tronçon de la route Aigle - Le Sépey fut ouvert à la circulation. La station prit son essor touristique grâce à la construction de l'hôtel des Diablerets, en 1856. En 1871, il changea de nom pour s'appeler désormais le Grand Hôtel. La même année, la route entre la commune d'Omont-Dessous (Le Sépey) et Les Diablerets fut achevée. En 1882, la route pour Gstaad est ouverte, avec le franchissement du Col du Pillon.
En 1904, la Cabane des Diablerets (alt. : 2 000 m) est construite. Dix ans plus tard, la gare des Diablerets est reliée à la ligne ferroviaire Aigle - Le Sépey - Les Diablerets (ASD).
En 1942, est construit le premier téléski aux Vioz (domaine du Meilleret), un des premiers de Suisse romande. Il est rejoint en 1953 par la construction de la télécabine d'Isenau, 2 400 mètres de longueur pour un dénivelé de 575 mètres. Dans la nuit du 5 au 6 juin 1956, le Grand Hôtel prend feu. Les 12 lances à incendie et tous les pompiers de la vallée ne parvinrent pas à le sauver. Il avait juste 100 ans. Un nouveau Grand Hôtel fut inauguré en grande pompe le 20 décembre 1962. Deux ans plus tard, les installations du Glacier des Diablerets sont mises en service. En 1969, a lieu le premier Festival international du film alpin aux Diablerets (FIFAD).

## Population et société

### Gentilés et surnoms
Les habitants de la commune se nomment les Ormonans (Ormonanches au féminin).
Ils sont surnommés les Mouergues (les conducteurs de mauvais chevaux en patois vaudois), et les Cavouans, un dérivé de queue.
Les habitants des Voëttes se nomment les Voëtterains.

### Démographie

#### Évolution de la population
Ormont-Dessus compte 1 424 habitants au 31 décembre 2022 pour une densité de population de 23 hab/km2. Sur la période 2010-2019, sa population a diminué de −1,6 % (canton : 12,9 % ; Suisse : 9,4 %).  

#### Pyramide des âges
En 2020, le taux de personnes de moins de 30 ans s'élève à 24,1 %, au-dessous de la valeur cantonale (35 %). Le taux de personnes de plus de 60 ans est quant à lui de 35,3 %, alors qu'il est de 21,9 % au niveau cantonal.
La même année, la commune compte 734 hommes pour 733 femmes, soit un taux de 50 % d'hommes, supérieur à celui du canton (49,1 %).
| Hommes | Classe d’âge | Femmes |
| ------ | ------------ | ------ |
| 1,1    | 90 ans ou +  | 1,9    |
| 9,8    | 75 à 89 ans  | 13,8   |
| 20,6   | 60 à 74 ans  | 23,3   |
| 20,4   | 45 à 59 ans  | 19,2   |
| 23,0   | 30 à 44 ans  | 18,7   |
| 12,3   | 15 à 29 ans  | 10,6   |
| 12,8   | - de 14 ans  | 12,4   |

| Hommes | Classe d’âge | Femmes |
| ------ | ------------ | ------ |
| 0,5    | 90 ans ou +  | 1,4    |
| 6,1    | 75 à 89 ans  | 8,2    |
| 13,3   | 60 à 74 ans  | 14,3   |
| 21,5   | 45 à 59 ans  | 21,2   |
| 22,0   | 30 à 44 ans  | 21,4   |
| 19,6   | 15 à 29 ans  | 18,0   |
| 16,9   | - de 14 ans  | 15,5   |

## Culture et patrimoine

### Patrimoine bâti
L'ancienne église Saint-Théodule de Vers-l'Église ainsi que la scierie des Planches sont inscrits comme biens culturels suisses d'importance nationale.
La chapelle de L’Église libre à Vers-l'Église, est bâtie en 1851, accueillant une salle de culte, une salle d'école, une bibliothèque et un appartement pour le pasteur. Son utilisation initiale a cessé en 1966 lors de la fusion de l’Église libre et de l’Église nationale.
L'ancienne maison de commune à Vers-l'Église a été construite en 1873-1874 d'après les plans de l'architecte François Jaquerod. L'immeuble logeait des salles pour les autorités politiques et judiciaires, une classe d'école, un bureau de poste et même une cellule de détention. Le déplacement progressif de ces fonctions aux Diablerets a permis au musée des Ormonts de s'installer dans ces locaux dès 2008.

### Blason
« D'azur au croissant d'or, surmonté d'une étoile et soutenu d'un mont à trois coupeaux de sinople en pointe ». Les armoiries définitives de la commune d'Ormont-Dessus ont été publiées pour la première fois en 1921.